# Венгрия на зимних Олимпийских играх 1972
Венгрия принимала участие в Зимних Олимпийских играх 1972 года в Саппоро (Япония) в одиннадцатый раз за свою историю, но не завоевала ни одной медали.

## Состав сборной
Сборную страны представляла только одна спортсменка — 21-летняя фигуристка Жужа Альмаши, она же была знаменосцем на церемониях открытия и закрытия Игр.

## Результаты

### Фигурное катание
Соревнования прошли и 4, 5 и 7 февраля в «Ледовом дворце спорта Макоманай» и во «Дворце спорта Микахо» в Саппоро; они оценивались по шестибалльной системе.
| Спортсменка  | Дисциплина                  | Обязательные фигуры | Обязательные фигуры | Произвольная программа | Произвольная программа | Всего  | Всего          |
| Спортсменка  | Дисциплина                  | Баллы               | Место               | Баллы                  | Место                  | Баллы  | Итоговое место |
| ------------ | --------------------------- | ------------------- | ------------------- | ---------------------- | ---------------------- | ------ | -------------- |
| Жужа Альмаши | одиночное катание — женщины | 1066,9              | 5                   | 1525,5                 | 4                      | 2592,4 | 5              |

Для Жужи Альмаши это была третья и последняя Олимпиада, после неё она закончила выступления в любительском спорте и перешла в профессиональный.